# Narsis Oljer
Narsis Oljer (Narcís Oller i Moragas rođen je u mestu Valjs, 10. avgusta 1846. godine, a preminuo je 1930. godine u Barseloni), bio je katalonski pisac koji je zaslužan za modernistički roman na tlu Katalonije.

## Epohe i stvaralaštvo
Njegovo književno stvaralaštvo započelo je u eposi romantizma, kasnije njegova dela pripadaju realizmu, koji je kulminirao naturalizmom. Ličnost i radi Narsisa Oljera ne može se u potpunosti shvatiti dok se ne uzmu u obzir politička i kulturna dešavanja nakon Septembarske Revolucije 1868.Ova pozadina je dovela do dva faktora koji su omogućili obnovu književne produkcije. Prva je bila želja u naprednijim intelektualnim sektorima da nametnu racionalizam i kritiku, a zatim i sam uticaj istorijskih događaja. Zajedno su osigurali veći značaj koji će roman imati u odnosu na druge žanrove, čak i na pozorište, u periodu obnove.Oller je osnovan kao pisac realista i prepoznat je od najboljih pisaca španskog jezika tog vremena,od kojih je sa nekima, na primer, Pardom Basanom, Peresom Galdosom i, posebno, Peredom, postao blizak prijatelji. Objavljivao je priče i romane, od Leptira (1882) do Zlatne groznice (1890—92). U međuvremenu su nastale Beleške boja i Udarac, (1884), L'escaniapobres koji je dobio nagradu 1804. Jocs Florals,i O svim bojama (1888). Hronologija ovih radova otkriva progresivnu nadmoć naturalističke procedure, iako je to bilo daleko od Zoline determinističke filozofije

## Biografija
Samo tri godine nakon njegovog rođenja, usledila je smrt njegovog oca, pa su njegovu porodicu sačinjavali njegova majka i mlađi brat, koji je samo četiri godine nakon smrti oca, takođe preminuo. Sa njima je živeo i njegov ujak, koji je bio advokat, i koji je bio zaslužan za njegovo školovanje. Narsis Oljer se takođe školovao za pravnika. Sa samo 27 godina otišao je u Barselonu kako bi tamo završio srednju školu. U Barseloni, gde se oženio, proveo je čitav svoj život, zajedno sa svojom suprugom i sa svojih četvoro dece.
U svojim ranim počecima pisao je na kastiljanskom jeziku, ali je pod uticajem svog rođaka Žozefa Šarta (Josep Yxart), sa kojim je provodio svoje vreme i razmenjivao mišljenje o raznim književnim pravcima i delima, posvetio se pisanju na katalonskom jeziku, koji je bio njegov maternji jezik.
Njegova prva dela bila su na španskom jeziku: Plavi slikar (El pintor Rubio), neobjavljeni romantičarski roman iz 1876. Sledi Putovanje iz zadovoljstva (Un viaje de placer), roman koji je objavljen pod pseudonimom Plácido u časopisu "El Tio Camueso", 1868. godine. Do 1877. se, anonimno ili pod pseudonimima, angažovao za brojne španske časopise, koji nisu bili od velikog značaja.
Ono što se može svrstati u njegove značajne radove, a da se ne tiče direktno njegovog stvaralaštva, jeste da je prevodio dela Aleksandra Dime i Lava Tolstoja.
Prvo njegovo delo bila je zbirka priča Croquis del natural, međutim, ono što ga je proslavilo i što se može izdvojiti kao njegovo najznačajnije delo jeste Leptirica (La papallona), iz 1882. godine, za koje je sam Emil Zola napisao prolog za izdanje na francuskom jeziku (čiji je on prevodilac). Ovo delo smatra se začetnikom katalonskog naturalizma.
Smrt njegovih mentora, Žozefa Šarta (Josep Yxart) y de Sardà, uticala je nepovoljno na njegovo stvaralaštvo, budući da je tada bio veoma malo produktivan, ali nastavio je da piše naturalistička dela, i jedno od najpoznatijih iz tog perioda jeste Pilar Prim.
Tehnika kojom se služi prilikom pisanja zasniva se na posmatranju; ona se, međutim, ističe ne samo po svojim opisima već i po stvaranju uvjerljivih likova i artikulacije složenog svijeta fikcije. Njegov jezik je jasan, odlikuje se korišćenjem mnogih reči španskog porekla, dijalekta Barselone krajem 19. veka. Njegova vizija prevashodno je zasnovana na moralnim principima, pre nego na materijalističkoj i determinističkoj revnosti naturalizma Emila Zole. Njegovi književni kontakti u i van španske sredine učvrstili su njegovu neuobičajenu slavu u katalonskoj književnosti svog vremena. U Kataloniji je bio predstavnik, kao deklarisani realista, najnaprednije i najkosmopolitskije književne struje epohe: kao takav je učestvovao u počecima modernističkog pokreta i svojim radom doprinosio "L'Avencu". 

## Bibliografija
Zbirke kratkih priča:
- En Croquis del natural (1879)
- Beleške boja (1883)
- O svim bojama (1888)
- Sor Sanća (1879)

- Isabel od Galserana (1880)

Romani:
- Vilaniu(1885)
- Leptir(1882)
- L’Escanyapobres (1884)
- Zlatna groznica(1890—92)
- Slika i pejzaž (1897)
- Ludilo(1899)
- Pilar Prim (1906)

Pozorišni komadi:
- Sela i gradovi (1916)
- Olovka i pero (1918)

Mnoga njegova dela su prevedena na mnoge svetske jezike.Čak tri romana prevedena su na srpski jezik, a to su:
- Leptir
- Ludilo
- Pilar Prim